# Berthier-sur-Mer
Berthier-sur-Mer è un comune del Canada, situato nella provincia del Québec, nella regione di Chaudière-Appalaches.